# 코치빌더

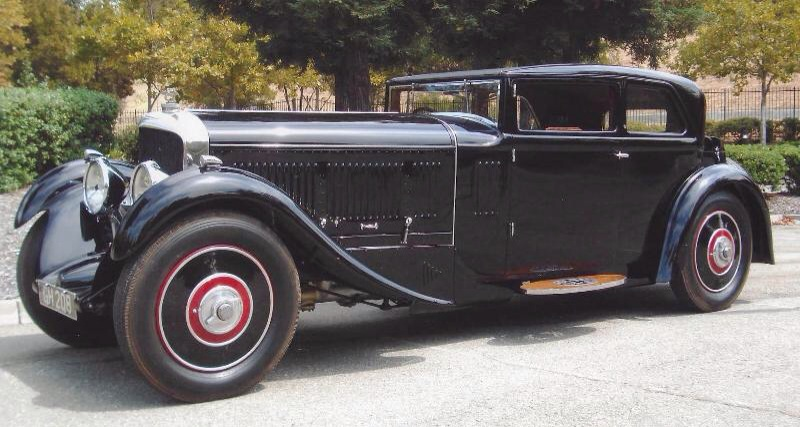
1930 Bentley Speed Six by Corsica

코치빌더(영어: Coach build) 또는 카로체리아(이탈리아어: Carrozzeria)는 고급 자동차 등에서 이미 존재하는 차대를 기반으로 기념적인 모델을 오마주하거나, 고객의 주문에 따라 독창적인 신차를 만드는 일 또는 이런 일을 하는 회사를 뜻한다. 과거 18세기경, 자신만의 독특한 마차를 가지고 싶었던 귀족들은 전문 마차(Coach) 제작자들에게 디자인 의뢰를 하였는데, 코치빌더라는 명칭은 여기서 유래한다. 자동차 시장이 커지면서 마차 시장은 사라졌지만, 19~20세기 초반의 자동차들은 현재처럼 완제품 대량 생산이 아닌 엔진과 파워트레인, 섀시만 만들어 판매하는 형태였고, 나머지는 공장에 웃돈을 지불해 완성하는 형태였기에 자신만의 자동차를 가지고 싶어하는 사람들에 의해 코치빌더 시장은 사라지지 않을 수 있었다. 그러나 자동차 구조가 프레임 기반에서 모노코크 기반으로 바뀌며 많은 코치빌더 회사가 없어졌고, 다른 자동차 회사들의 디자인을 맡거나 하청으로 인수된 뮬리너, 피닌파리나 등 일부 회사만이 살아남았다.

## 같이 보기
- 프레임 차체